# Mahmoud Metwalli
Mahmoud Metwaly (sinh ngày 4 tháng 1 năm 1993) là một cầu thủ bóng đá người Ai Cập hiện tại thi đấu cho Al Ahly ở Giải bóng đá ngoại hạng Ai Cập ở vị trí tiền vệ